# Ambassade d'Oman en France
L'ambassade d'Oman en France est la représentation diplomatique du sultanat d'Oman auprès de la République française. Elle est située au 50 avenue d'Iéna, dans le 16e arrondissement de Paris, la capitale du pays. Son ambassadeur est, depuis 2023, Ahmed Bin Mohamed Bin Nasser Al Araimi.

## Ambassadeurs d'Oman en France
Les ambassadeurs d'Oman en France ont été successivement :

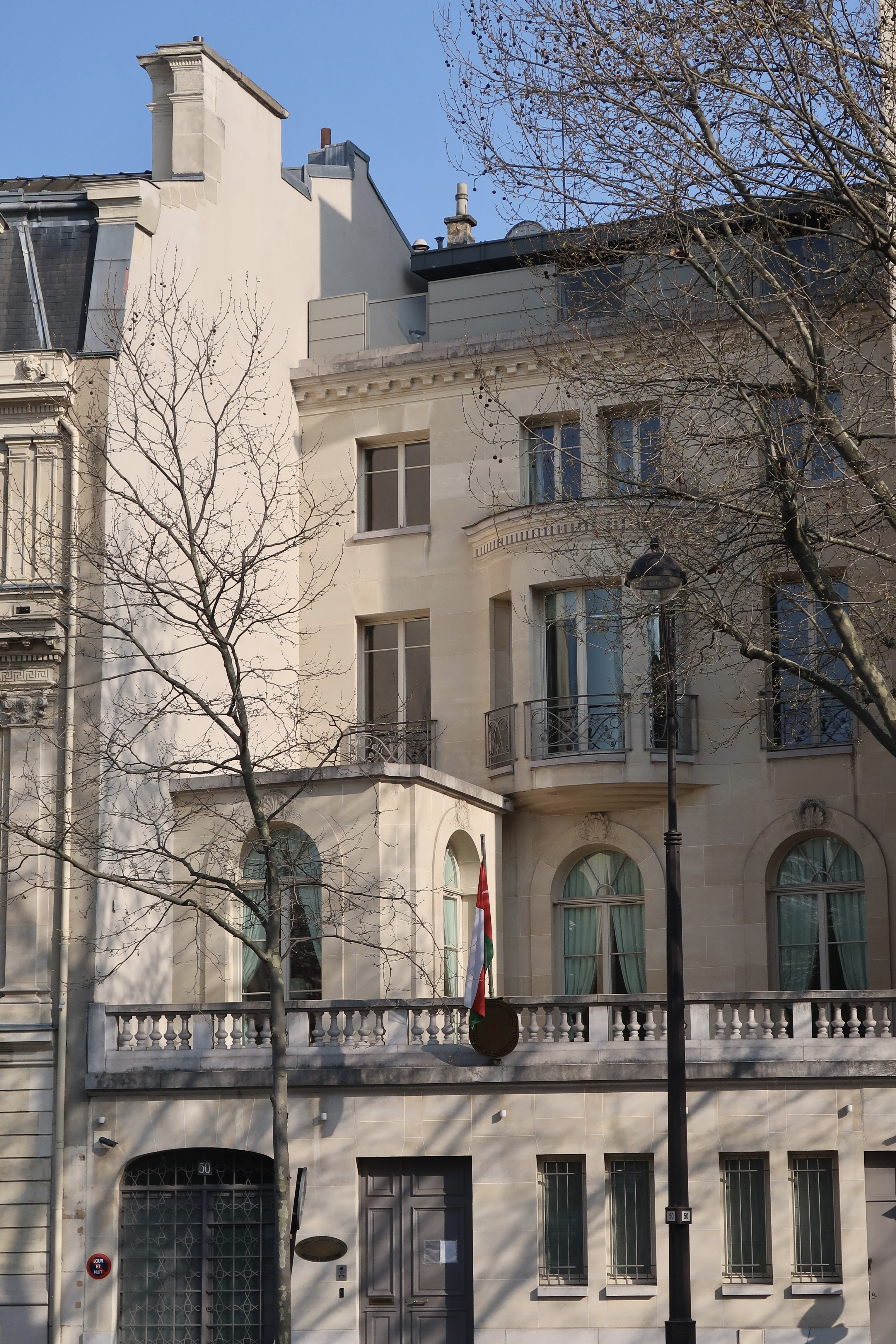
Bâtiment de l'ambassade d'Oman en France.

| Date de nomination | Date de nomination | Date de remise des lettres de créance | Date de remise des lettres de créance | Ambassadeur                                        |
| ------------------ | ------------------ | ------------------------------------- | ------------------------------------- | -------------------------------------------------- |
| ?                  |                    | 1974                                  |                                       | Kamal Hagras                                       |
| ?                  |                    | 1975                                  |                                       | Ahmed Al Jamali                                    |
| ?                  |                    | 20 octobre 1977                       | [ JORF 1 ]                            | Ahmed Abdul Nabi Macki                             |
| ?                  |                    | 18 juin 1982                          | [ JORF 2 ]                            | Mohamed Hassan Ali                                 |
| ?                  |                    | 10 novembre 1987                      | [ JORF 3 ]                            | Muni bin Abdulrabi bin Yousuf Makki                |
| ?                  |                    | 5 novembre 1997                       | [ JORF 4 ]                            | Mohammed bin Sultan bin Hamoud Al-Busaidi          |
| ?                  |                    | 26 novembre 1999                      | [ JORF 5 ]                            | Sayyed Jaifer Bin Salem Bin Ali Al-Said            |
| ?                  |                    | 22 avril 2008                         | [ JORF 6 ]                            | Khalifa Al Murdas Ahmed Al Busaidy                 |
| ?                  |                    | 26 janvier 2009                       | [ JORF 7 ]                            | Ahmed bin Nasser bin Hamad Al Mahrizi              |
| ?                  |                    | 26 octobre 2012                       | [ JORF 8 ]                            | Cheikh Humaid bin Ali bin Sultan Al Maani          |
| ?                  |                    | 18 décembre 2017                      | [ JORF 9 ]                            | Cheikh Ghazi bin Saïd bin Abdallah AlBahr Al Rawas |
| 2023               |                    | 29 février 2024                       | [ JORF 10 ]                           | Ahmed Bin Mohamed Bin Nasser Al Araimi             |

## Consulats
Oman ne possède pas d'autre consulat en France que la section consulaire de son ambassade à Paris.